# Persicoptera aglaopa
Persicoptera aglaopa är en fjärilsart som beskrevs av Edward Meyrick 1887. Persicoptera aglaopa ingår i släktet Persicoptera och familjen mott. Inga underarter finns listade i Catalogue of Life.